# Aleksandr Protopopow
Aleksandr Dmitrijewicz Protopopow (ros. Александр Дмитриевич Протопопов, ur. 6 grudnia?/18 grudnia 1866 we wsi Maresiewo w guberni niżnonowogrodzkiej, zm. 27 października 1918 w Moskwie) – rosyjski polityk, deputowany III i IV Dumy, minister spraw wewnętrznych Imperium Rosyjskiego od września 1916 do upadku caratu.

## Życiorys
Pochodził z rodziny szlacheckiej, posiadał znaczny majątek ziemski w guberni symbirskiej oraz dwie fabryki. Był ceniony jako fachowiec w dziedzinie sukiennictwa. Ukończył I korpus kadetów i Nikołajewską Szkołę Kawalerii. W latach 1885–1890 odbywał służbę wojskową, z której odszedł w stopniu sztabs-rotmistrza.
Był deputowanym do III i IV Dumy, gdzie związał się z frakcją oktiabrystów. Rzadko występował w parlamencie i nie brał zbyt aktywnego udziału w działalności swojego ugrupowania. W 1908 otrzymał rangę kamerjunkra, rok później – rzeczywistego radcy stanu. Od lutego do września 1916 był marszałkiem szlachty guberni symbirskiej. W IV Dumie został zastępcą przewodniczącego. W grudniu 1916 objął tekę ministra spraw wewnętrznym Imperium Rosyjskiego. Car Mikołaj i wywierająca na niego ogromny wpływ żona Aleksandra Fiodorowna byli przekonani, że Protopopow, jako osoba związana z kołami liberalnymi, zdoła przyczynić się do zahamowania krytyki samodzierżawia z ich strony przynajmniej w czasie trwającej wojny. Początkowo nominacja Protopopowa została znakomicie przyjęta przez rosyjskie kręgi finansowe oraz polityków liberalnych, jego popularność jednak błyskawicznie spadła, m.in. z powodu opinii germanofila i podejrzeń o chęć zawarcia separatystycznego pokoju z Niemcami. Protopopow był najmniej popularnym ministrem spraw wewnętrznych spośród wszystkich polityków piastujących ten urząd po 1914.
Uwięziony w czasie rewolucji lutowej, był przetrzymywany w twierdzy Pietropawłowskiej, po rewolucji październikowej został rozstrzelany.